# Петар Даврінгов
Петар Даврінгов (болг. Петър Дървингов; нар. 23 травня 1875, Кілкіс — пом. 8 березня 1958, Софія — болгарський революціонер, професійний військовик.

## Біографія

### Юність
Народився 23 травня 1875 в місті Кукуш (сьогодні Кілкіс, Греція) у ремісничій сім'ї. Після закінчення початкової школи продовжує навчання в Солунській болгарській чоловічій гімназії, яку у 1892 закінчив з відзнакою. Восени 1892 вступив до Вищого Військового училища в Софії, яке у 1896 також закінчив з відзнакою зі званням лейтенанта.

### Перша світова війна (1915—1918)
Під час Першої світової війни (1915–1918) був начальником штабу піхотної дивізії. У травні 1916 призначений командиром 1-го полку 11-ї дивізії. 15 серпня 1917 отримав звання полковника.

### Повоєнні роки
4 листопада 1918 звільнений у запас. Займається науковою та соціальною діяльністю. Його наукові інтереси пов'язані з військовою історією. Його книга «История на Македоно-одринското опълчение» є одним з перших досліджень болгарської військової частини і ще кращої роботи волонтері.

## Бібліографія

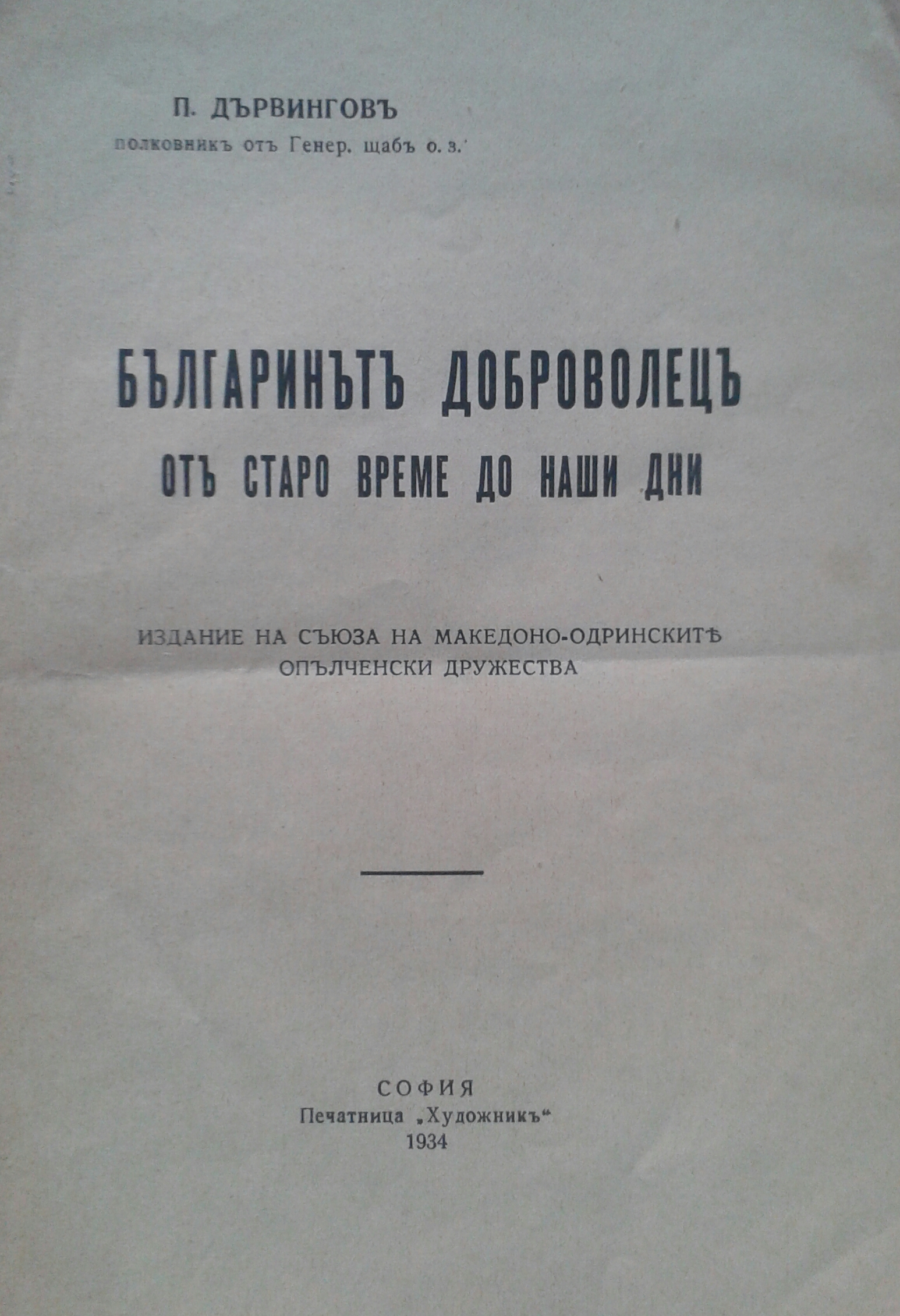
«Българинът доброволец», 1934, София.

## Звання
- Лейтенант (1 січня 1900)
- Капітан (1 січня 1906)
- Майор (18 травня 1911)
- Підполковник (18 травня 1915)
- Полковник (25 серпня 1917)

## Галерея

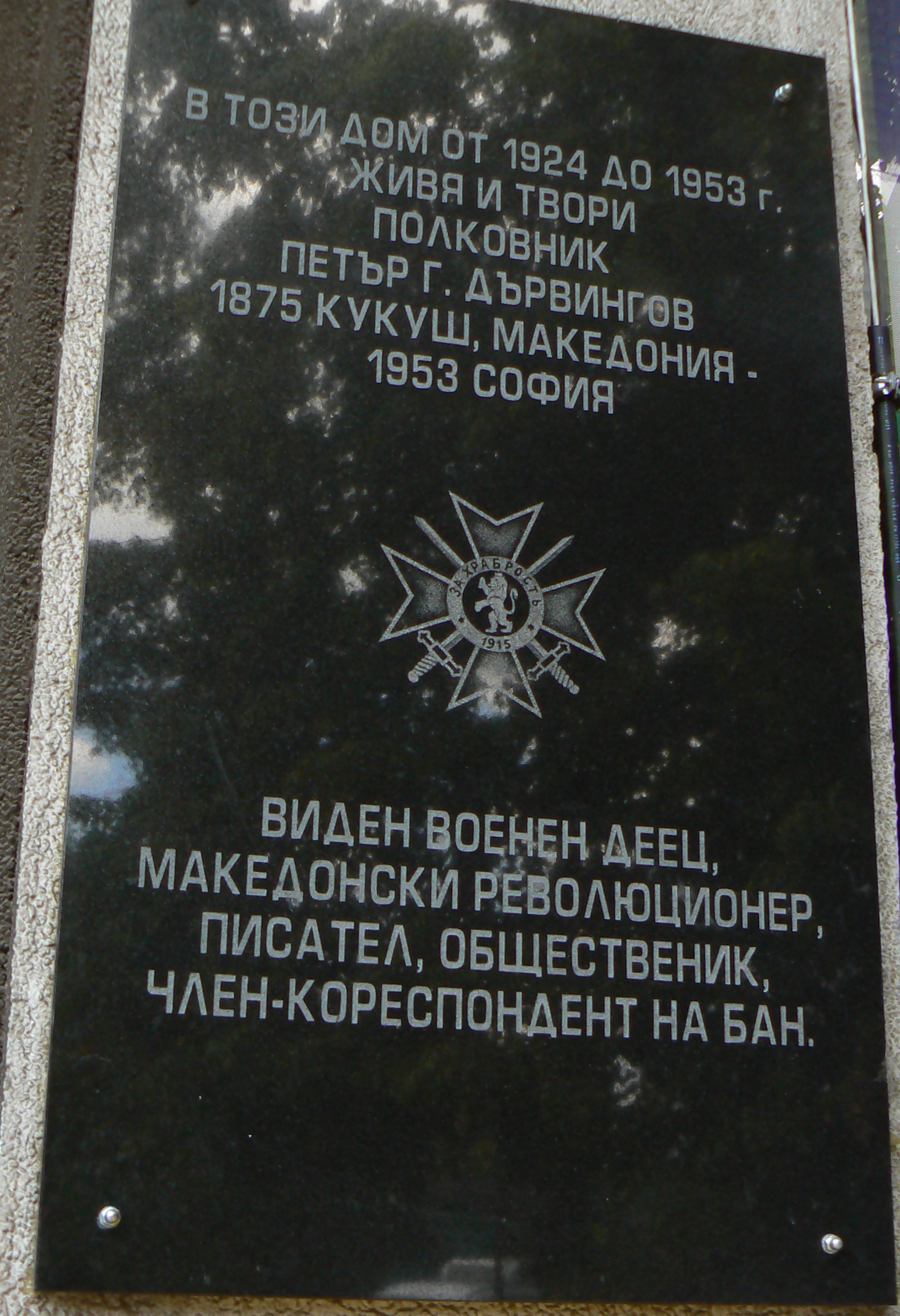
Меморіальна дошка на будинку Петара Дервінгова на бульварі Хрісто Ботева в Софії.
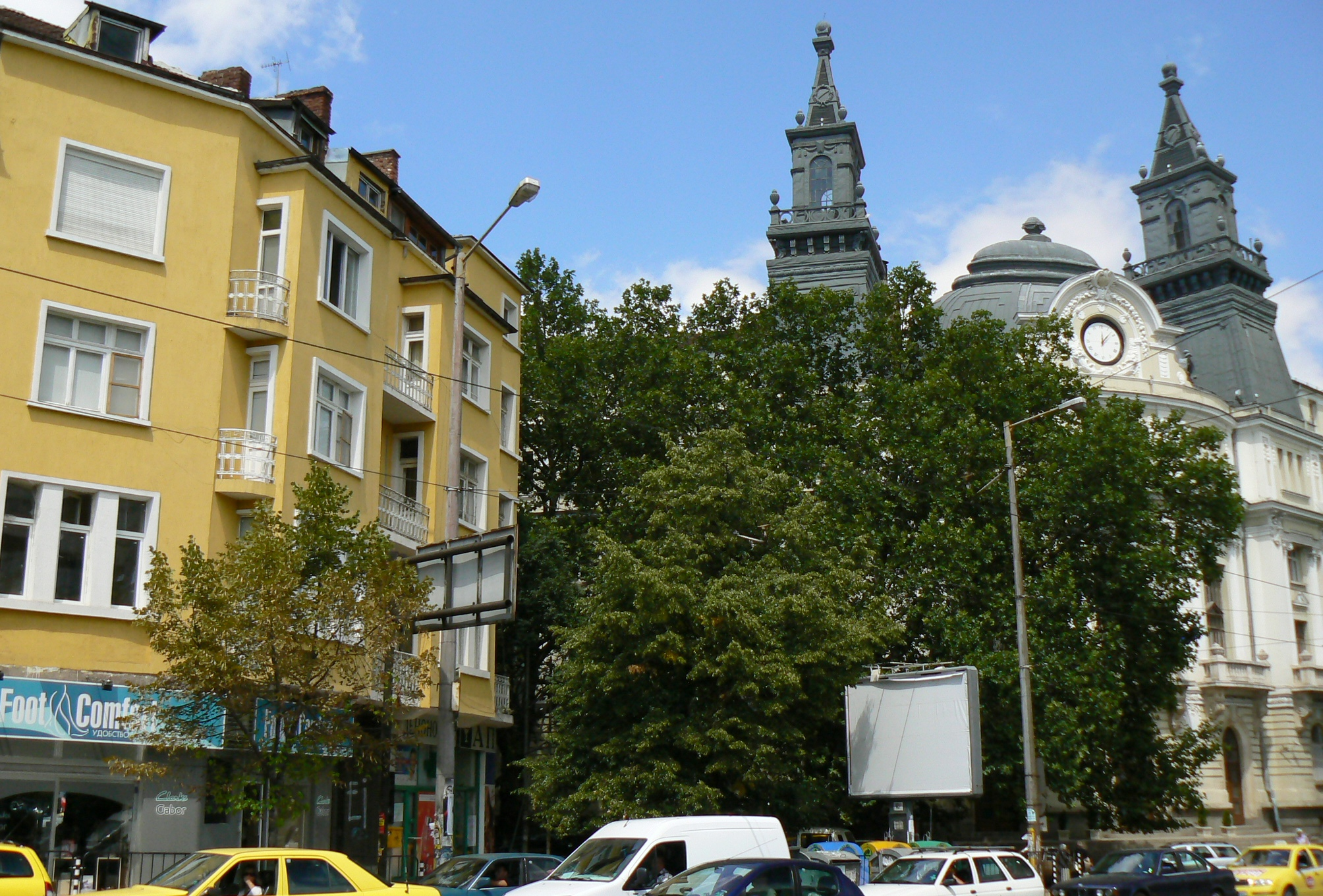
Будинок Петара Дервінгова